# 柬越戰爭
柬越戰爭（越南语：／），越南方稱西南边境保卫战（越南语：／）， 高棉民族主义方称越南侵柬（UNGEGN: Karchhléanpéan rôbâs Viĕtnam môk Kâmpŭchéa）。是1978年12月21日－1989年9月26日發生在越南社會主義共和國和民主柬埔寨之間的一場戰爭。雖然柬越歷來就有衝突，被越方侵略的同時也發生了越軍對柬埔寨人的暴力衝突與強佔，但因這場入侵正好終結了當時更殘酷的红色高棉大屠杀運動，因戰爭逃往泰國的難民並有機會把內部的暴行揭發保存出來，使得戰爭至今在柬埔寨仍有一定程度的爭議，甚至就推翻紅色高棉政權來說還被柬埔寨慶祝。

## 背景
在越南戰爭期間，越南和柬埔寨的共產黨人結成聯盟，在各自國家與美國支持的政府作戰。儘管與越南人合作，但红色高棉領導人擔心越南共產黨人正計劃組建一個由越南主導的印度支那聯邦。隨著朗諾政府於1975年投降，红色高棉領導層開始清洗自己隊伍中受過越南培訓的人員，隨後開始对抗越南。
1975年5月3日，民主柬埔寨派军占领富国岛，随后一周继续占领土珠岛，杀害了500多名平民，6月14日被越南人民軍驱离。儘管發生了衝突，但統一後的越南和柬埔寨的領導人在1976年期間進行了幾次公開外交交流，以強調他們之間所謂的牢固關係。
然而民主柬埔寨軍隊還是照樣於1977年3月15日至18日之間在越南堅江省，和1977年3月25日至28日之間在越南安江省兩地，分別再度發動兩次大規模之跨境襲擊。緊接下來民主柬埔寨軍隊方面，更再而三地分別於1977年4月30日、5月17日和5月19日陸續發動了更多大規模跨境襲擊事件，總共造成222名越南平民死亡。在5月17日的襲擊中，民主柬埔寨军队砲擊了越南安江省的省會朱篤市。最後於1977年9月25日中秋节當天，民主柬埔寨军队才正式在柬越邊境全线发起全面性對越進攻，並深入當時越南西宁省境内约10公里，杀害当地592名居民。
1978年4月18日，柬军在越南安江省知宗县巴祝社製造了巴祝大屠殺，全村3159人仅2人生还。1978年底，越南宣称波尔布特动用十个师团準備發起侵略越南的战争。在此背景下的1978年12月，越共中央政治局、中央军委通过了討伐波尔布特集团的決定。

## 戰爭過程

### 雙方軍力
1978年12月25日，越军集中使用18个陆军师團又15个团（旅）、1个航空兵师，共约20余万人的兵力对柬埔寨发动全面进攻。军事行动总指挥是越南国防部副部长兼越南人民军总参谋长黎仲迅，副总指挥黎玉贤少将。越军展开7个军级地面作战部队，从北向南依次是：
1. 越军第5军区第307、第309师、第198特工旅，可能还有4个地方团，从波來古沿19号公路进攻柬埔寨东北腊塔纳基里省，尔后分两路向上丁省及蒙多基里省进攻。
2. 越军第7军区的第5、第302、第303师團，第117特工旅團、配属第3军第12装甲旅團、以及西宁省团、隆安省团、小河（Sông Bé）省团，第262炮兵团、第26装甲团，E25 QK7工兵团（包括D739道桥营辖C10、C11、C12连）、D278地爆营、D98摩托化营、D741舟桥营），以及3个营的高棉人部队，军区司令阮明州 （Nguyen Minh Chau）少将。沿13号公路进攻斯努（ Snuol）、桔井省。
3. 越军第3军（即“西原兵团”，军长 Kim Tuấn）第10、第31、第320师團，后增加了第302师團，从越南的西宁省，沿7号公路进攻磅湛和波罗勉，尔后，分三路向金边、磅清扬、菩萨进攻；
4. 越军第4军（军长黃琴）第7、第9、第341师團，配属第2师團、第22装甲旅團、第24炮兵旅團、第25炮兵旅團、2个地方团、1个战船队，以及越南籍高棉人组成的3个步兵营，  从西宁省西南一带出发进攻柬埔寨的柴桢省及1号公路在金边方向的湄公河渡口乃良。
5. 越军第9军区（司令员兼政委黎德英）的4、330、339师團及5个团，从安江省靖边县至湄公河右岸展开，进攻柬埔寨茶胶省，尔后向金边西侧迂回，攻占磅士卑、磅清扬。
6. 越军第2军（即“香江兵团”，军长阮友安，政委Lê Linh）的第304、第325师團从安江省靖边县至坚江省河仙市展开，进攻柬埔寨的贡布。
7. 越军第101、第126海军陆战旅團在171舰队的支援下，進攻柬西南的沿海地区云壤（Ream），封锁磅逊半岛的西哈努克港。
8. 越南空军第901作战群，包括空军第372师團的F-5、A-37、UH-1飞机以及运输机C-130、C-119、C-47，以及空军第921团的MiG-21。

民柬军编成24个师，每师2,000至4,000人，沿边境一线展开。在19号公路方向1个师、13号公路方向3个师、7号公路和克列地区5个师、1号公路的柴桢地区8个师、2号公路方向2个师，纵深地区有新建的5个师。

### 入侵柬埔寨
1978年12月25日，越军首先对柬军仅有1个师设防的东北大区实施突破，沿19号公路向柬纵深进攻，于1979年1月3日占领了上丁和戈涅。越军沿13号公路进攻的部队在坦克配合下，分三路突破民柬军斯努防线，于1978年12月30日占领了桔井。越军沿7号公路进攻的部队在投誠柬军203军区的配合下于1979年1月2日进至湄公河渡口洞里贝，渡河包圍磅谌，1月5日，越军部分兵力绕过磅谌西进。
越军进攻金边及其东南的部队占使用总兵力的80%，于1978年12月27日发起进攻。其中，越军主攻金边的主力部队分兵两路，一路沿1号公路进攻，于1979年1月3日佔領柴桢；另一路沿湄公河左岸北上进攻，佔領波罗勉和干丹省，于1月4日进至乃良（1号公路的湄公河渡口），切断了在柴桢地区的民柬军后路，并推进至金边以东的三隆通。沿2号公路与3号公路进攻的越军主力部队，于1979年1月5日已经占领茶胶、贡布等地，并以一部兵力突入金边西南磅士卑，切断了金边至西哈努克港的4号公路。
1979年1月5日至6日，越军从东、西、南三面逼近金边市。1月6日中午，西哈努克亲王与南斯拉夫驻金边外交人员等乘坐中国派去的波音707民航专机，从金边波成东机场起飞撤离，西哈努克由此开始第二次流亡生涯。民柬部队守备首都的中央警卫师以及紅色高棉党政机构被迫主动撤出金边，越军于1月7日12时30分佔領金边。佔領金边后，越军分三路沿交通线追击、佔領柬埔寨主要城镇，日进攻速度50-100千米：
1. 1979年1月10日佔領了西哈努克港。
2. 沿洞里萨湖南岸的5号公路，越军由金边向西北柬泰边界推进，于1979年1月11日占领了磅清扬、1月12日占领了马德望。
3. 沿洞里萨湖北岸的6号公路，越军由金边向西北柬泰边界推进，于1979年1月9日至11日，相继佔領了磅同、暹粒和诗梳风。

至此，越军佔領了整个柬埔寨重要城镇及广大地区。毙俘民柬部队1.36万人，缴获枪支7,000多把，炮200门，车辆800台，坦克和装甲车60辆，飞机51架。越军参战坦克和装甲车600余辆，飞机作战飞行500架次。
1979年1月7日佔領金边当天，柬埔寨救国民族团结阵线中央委员会主席韩桑林发表告人民书。第二天即1月8日，柬埔寨人民委员会宣布成立，开始行使柬埔寨国家权力，韩桑林为人民委员会主席，宾索万为副主席兼管国防，洪森为委员会委员兼管外交，谢辛为委员会委员兼管内政，委员高占达负责新闻、出版和文化部，委员姜文教授负责教育部，委员努本博士负责卫生兼社会事务部，委员莫萨贡负责经济和人民福利部，同时苏联、东德、匈牙利、保加利亚、越南、老挝、阿富汗立即宣布承认支持韩桑林为首的金边新政权；這就是由越南所扶植、被苏联和东欧国家集团承认，但卻被中国與其他西方国家称为“傀儡政權”的柬埔寨人民共和國。此后的十一年里（直到1990年8月），越南人民军部队一直驻留在柬埔寨领土上。

### 游击战
1979年1月8日，民主柬埔寨政府发表声明，呼吁“全体柬埔寨人民将结成最广泛的民族的、民主的、爱国的统一战线，同越南侵略者战斗到底”。民主柬埔寨军队3万余人撤退到柬泰边境，重新整编后，于1979年12月改称“民主柬埔寨国民军”，保持师、团、营的番号。1979年12月15日至17日民主柬埔寨全国人民代表大会常务委员会、民主柬埔寨政府、民主柬埔寨国民军领导人举行联席会议，决定中止於1976年所执行的民主柬埔寨宪法，并以柬埔寨爱国、民主、民族大团结阵线政治纲领草案取而代之。农谢留任全国人大常委会委员长。乔森潘被任命为柬埔寨爱国、民主、民族大团结阵线临时主席，继续留任国家主席团主席。乔森潘取代波尔布特担任政府总理，波尔布特留任柬埔寨共产党总书记。成立国家军队最高委员会，波尔布特任主席兼司令，切春任副主席兼总参谋长，宋先为秘书长。 1981年12月6日宣布柬埔寨共产党彻底解散。
1979年8月间宋双在泰柬边境活动，联合另外5个抗越组织，于1979年10月9日在泰柬边境宣布成立“高棉人民民族解放阵线”，宋双任主席，姜万任副主席，其军事组织为“高棉人民民族解放军”，军事负责人是殿德。宣称该阵线为“高棉民族真正合法的代表”，恢复使用过去柬埔寨王国国旗，并使用高棉共和国国旗为党旗。并称拥有兵力3000人，其成员多为前朗诺政权的军人、韩桑林政权的逃兵和民主柬埔寨当局的“叛逃者”。 宣言称不相信“能够在战场上同越南人真正较量”，只有通过和平方式解决越南侵柬问题。
1979年9月下旬，西哈努克在朝鲜平壤召开“高棉民族主义者联盟”成立大会。其军事组织为“高棉民族主义军”。
1981年2月，东盟国家开始担心金边韩桑林政府拿到联合国的代表席位。为此，东盟国家转变了敌视民主柬埔寨的立场，认为在抗越形势下，只有依靠西哈努克的政治号召力以及民主柬埔寨在军事上是抗越主力这一事实，实现大联合才能保住在联合国席位。1982年6月22日，“柬埔寨爱国、民主、民族大团结阵线”领导人乔森潘，“高棉人民民族解放阵线”领导人宋双，“争取柬埔寨独立、中立、和平与合作民族团结阵线”领导人诺罗敦·西哈努克，在马来西亚吉隆坡签署了《民主柬埔寨联合政府成立宣言》。1982年7月9日，西哈努克发表声明宣告民主柬埔寨联合政府成立。民主柬埔寨主席为诺罗敦·西哈努克，负责外交事务的民主柬埔寨副主席为乔森潘，民主柬埔寨联合政府总理为宋双。与此同时，包括联合国在内的国际社会多数成员一直不承认由越南扶持的“柬埔寨人民共和国”，民主柬埔寨政府一直保留在联合国的合法席位。
1979年第34届联合国大会通过第22号决议，要求所有外国军队立即撤出柬埔寨。
在柬埔寨的越军部队称为“478兵团”，历任军事指挥为黎德英、黎仲迅、段奎、黎玉贤上将（自1987年2月）。1979年至1980年的旱季，越军发动了对民柬国民军在柬埔寨西部山区的根据地，及當時柬埔寨全国境内的民柬国民军残余力量之全面进攻，力图彻底消灭民柬抵抗力量。1980年至1981年旱季、1981年至1982年旱季、1982年至1983年旱季，越军连续三个旱季发动对柬埔寨西部山区的根据地的重点进攻。而民柬国民军这一期间的袭击战斗从泰柬国界山区逐步向内地平原区扩散，发展到了金边及其周围地区。1983年3月与1984年3月，越军两次出动团级兵力攻入泰国境内4-5千米，与泰国军队发生激战。 1983年至1984年旱季，民柬国民军在泰柬国界的主力部队第一次在越军攻势下沒有撤往泰国，而是成功地反守为攻。1984年10月，越军制定名为“K-5计划”的反游击战策略，以8个师攻克泰柬国界的抵抗武装营地后实施就地坚守，征集民伕沿泰柬国界修建长800千米的战略公路，实施“边境封锁”；越军在内地使用4个师执行清剿任务，此外在每个省都至少部署越军一个地方独立团。1985年至1986年旱季，越柬双方均未展开大规模作战行动，但游击战与反游击战激烈，此时越军与韩桑林政权军队约26万人，民柬三方抵抗武装约8万人。

## 越南撤軍
1986年夏，越共中央总书记黎笋逝世。1979年战争爆发后，越南的军费开支占国家财政支出的50％到60％，无力对越南国内经济建设投资。1986年12月越南共产党召开第六次代表大会，中央委员会的政治报告承认“上个五年计划的重要指标没有完成”，“生产发展缓慢”，“供求关系的矛盾日益激化”，“分配流通领域出现紧张和混乱”，“财政赤字巨大”，“通货膨胀严重”，“人民物质和文化生活的许多最起码的正当要求得不到保证”，“群众对党的领导和国家机关的职能的信心减退”，“总的主张和政策方面的严重和长期的错误，是战略指导和组织实施方面的错误”，越共决定开始革新开放，谋求从柬埔寨战场脱身。 
- 1988年，苏联自身经济恶化，停止了对越援助，越南国内通货膨胀达到1000%，还发生了缺粮情况。
- 1988年7月，越南单方面宣布至年底从柬埔寨撤军5万人。
- 1988年7月25日，民柬三方、越南、金边韩桑林政权、老挝、东盟代表在雅加达举行非正式会议，谈判越南从柬撤军问题。
- 1989年9月27日，越南政府宣布从柬埔寨全面撤军。
- 1990年8月，最后一批越军撤离柬埔寨。同时柬埔寨各派政治势力之间逐步实现停火。
- 1991年11月，柬埔寨冲突各方签署了《柬埔寨冲突全面政治解决协定》，决定了在由联合国向柬埔寨派遣维持和平部队，在柬埔寨举行大选并组织民族联合政府等事项，柬越戰爭结束，西哈努克随之结束其在华流亡生涯返回柬埔寨。联合国驻柬临时机构1993年11月间开始撤出柬埔寨。红色高棉则继续坚持武装斗争至1998年12月向柬埔寨政府投降为止。

据《李光耀回忆录》，美国为非共产党的西哈努克、宋双的抵抗武装提供了1.5亿美元援助、新加坡提供了5500万美元、马来西亚提供了1000万美元、泰国则提供数百万美元的训练、军火、粮食和战争费用。中国为支援宋双和西哈努克的非共产党抗越部队耗费1亿美元。

### 引用
1. ↑   (PDF). www.cambodiatokampuchea.wordpress.com. July 20, 1978  [2024-01-13]. （原始内容存档 (PDF)于2024-01-13）.
2. ↑  Morris, p. 103
3. 1 2  SIPRI Yearbook: Stockholm International Peace Research Institute
4. ↑  Khoo, p. 127
5. ↑  Rummel, Rudolph J.: China's Bloody Century : Genocide and Mass Murder Since 1900 (1991); Lethal Politics : Soviet Genocide and Mass Murder Since 1917 (1990); Democide: Nazi Genocide and Mass Murder (1992); Death By Government (1994), http://www2.hawaii.edu/~rummel/welcome.html （页面存档备份，存于）.
6. ↑  Clodfelter, Michael, Warfare and Armed Conflict: A Statistical Reference to Casualty and Other Figures, 1618-1991
7. ↑  .   [2024-05-16]. （原始内容存档于2024-05-16）.
8. ↑  .   [2024-05-16]. （原始内容存档于2023-05-06）.
9. ↑  .   [2024-05-16]. （原始内容存档于2024-05-16）.
10. ↑  . 越南之声广播电台. 2019-01-04  [2019-01-07].
11. ↑  Ben Kiernan. . Melbourne University Publishing. 2008: 548–549  [2022-03-15]. ISBN 978-0-522-85477-0. （原始内容存档于2022-03-09）.
12. ↑  . 越通社. 2018年12月31日  [2021年11月4日]. （原始内容存档于2021年11月6日）.
13. ↑  Weisband, Edward. . 2018  [2022-03-15]. ISBN 9780190677886. （原始内容存档于2022-02-19）.
14. ↑  . 2019-01-14  [2022-03-15]. ISBN 9789004391949. （原始内容存档于2022-02-19）.
15. ↑  .   [2022-03-15]. （原始内容存档于2022-03-20）.
16. ↑  Kiernan, Ben.  (PDF). Yale.   [2022-01-30]. （原始内容存档 (PDF)于2022-02-17）.
17. ↑  . Báo Tuổi Trẻ. 2009-04-13  [2009-04-10]. （原始内容存档于2009-04-11）.
18. ↑  . 越通社. 2019年2月22日  [2021年11月4日]. （原始内容存档于2021年11月6日）.
19. ↑  .   [2014-08-29]. （原始内容存档于2015-05-20）.
20. ↑  . 越通社. 2019年1月7日  [2021年11月4日]. （原始内容存档于2021年11月6日）.
21. 1 2  《李光耀回忆录－经济腾飞路1965－2000》   第19章 "东盟的未来"
22. ↑  新华社《国际问题专题资料》1987年1月11日第3期 《全面危机 困难抉择——越共“六大”初析》 作者：国际部评论组梅振民